# USS Youngstown (CL-94)
USS Youngstown (CL-94) – amerykański lekki krążownik typu Cleveland. Jego stępka została położona 4 września 1944. Z powodu zakończenia walk na Pacyfiku, kontrakt na budowę okrętu został anulowany 12 sierpnia 1945, kiedy okręt był ukończony w ponad 50%. Jednostkę złomowano na pochylni w 1946.
Okręt nosił nazwę upamiętniającą Youngstown w stanie Ohio. Do 2007 roku żaden inny okręt amerykański nie nosił tej nazwy.